# Bavarski narodni muzej
Bavarski narodni muzej (nemško Bayerisches Nationalmuseum) v Münchnu je eden najpomembnejših muzejev dekorativne umetnosti v Evropi in eden največjih muzejev umetnosti v Nemčiji in hrani zbirke umetnostne in kulturne zgodovine na približno 13.000 m². Njegova zbirka, ki v glavnem vključuje regionalne in evropske kipe in predmete umetnostne obrti, je imel od začetka le izobraževalno poslanstvo širšim slojem prebivalstva, bil pa je ustanovljena tudi za usposabljanje obrtnikov. Zbirka je od začetka razdeljena na dve glavni skupini: umetnostno zgodovinska zbirka in folklorna zbirka.

## Zgodovina in stavba
Muzej je ustanovil kralj Maksimilijan II. Bavarski leta 1855.  Že leta 1853 je arhivar Karl Maria von Aretin, ki je pripravljal obsežno objavo umetniških spomenikov bavarskega doma lordov, predložil načrte za ustanovitev muzeja Wittelsbachom. V njem je velika zbirka evropskih artefaktov od pozne antike do začetka 20. stoletja s posebnim poudarkom na srednjeveško obdobje do zgodnjega modernega obdobja.
Prva muzejska stavba - današnji muzej Pet kontinentov - je bila zgrajena leta 1859 na vidnem mestu na Forumu Maximilianstraße in je bila odprta leta 1867. Dokument, ki je zakopan v temeljni kamen, govori o "«nstituciji za ohranjanje najbolj zanimivih domoljubnih spomenikov in drugih ostankov preteklih časov«.
Poleg prvotne bavarske zgodovine in hiše Wittelsbach so postavili tudi "ločene zbirke" obrtnih predmetov. Postavljeni po skupinah materialov, naj bi predmeti služili kot navdih sodobnim umetnikom in obrtnikom ter jim nudili modele za lastno delo.
Kmalu po odprtju leta 1867 je Bavarski narodni muzej zasedel pomembno mesto med galerijami in muzeji državne prestolnice na münchenski Maximilianstrasse.
Nova stavba na eni od štirih kraljevih avenij mesta, Prinzregentenstraße, ki jo je Landtag odobril leta 1892, se je začela graditi leta 1894 po načrtih Gabriela von Seidla v slogu historicizma in se je odprla šest let kasneje, 29. septembra 1900. Seidel je tri enakovredne stavbe povezal s prečno konstrukcijo, ki imajo vsaka svojo fasado v slogu nemške renesanse, baroka in rokokoja. Muzej je bil že leta 1905/06 razširjen na sever z nekaj sobami in delavnico. Nemški Bestelmeyer je leta 1937 dodal krilo na jugovzhodnem vogalu.
Razstavni prostori muzeja so različnih velikosti, oblike in dekoracije. Seidl je ustvaril spreminjajoče se dimenzije in prehodne osi, tako da je vsaka soba dobila nov videz. Prav tako je prostore oblikoval s podporo Rudolpha Seitza tako, da se prostori, objekti in zbirke zbirajo. Celotne prostorske podobe so bile tematsko urejene in povezane z eksponati z ujemajočim se pohištvom in okrasnimi obrtmi. Njihova sekvenca je privedla do zelo živahne in raznolike turneje za obiskovalce. Kljub delnemu preoblikovanju in modernizaciji se je osnovna struktura Seidlove zasnove ohranila do danes in daje muzeju nezamenljiv značaj
Glavna zgradba Bavarskega narodnega muzeja obsega tri etažne razstavne prostore s skupno površino približno 13.000 kvadratnih metrov. Jedro zbirke je iz umetniške zbirke družine Wittelsbach. To daje muzeju pomembnost, ki presega lokalno območje. Raznolikost in širina zbirk pa sta bila še posebej motivirana z novimi dodatki k naslednjemu obdobju. Do danes se inventar neprekinjeno posodablja ne samo s prevzemi, temveč tudi s pomembnimi ustanovami in zapuščinami. Podpora, ki jo je doživel muzej, še posebej v letu 1960, je sprožila klub "Prijatelji bavarskega narodnega muzeja".
Narodni muzej ima na celotnem Bavarskem več podružničnih muzejev. Nova stavba za muzejskimi hišami je poleg Bavarske državne arheološke zbirke (Archäologische Staatssammlung) iz prvega paleolitskega obdobja skozi keltsko civilizacijo in rimskega obdobja vse do zgodnjega srednjega veka.

## Dekorativne umetnosti
Umetniška zbirka prikazuje umetnine v več kot štiridesetih sobah iz dvorane za poznoantično in romansko umetnost prek prostorov za gotsko, renesančno, baročno in rokoko umetnost do eksponatov neoklasicizma in secesije. Na zahodnem stranskem krilu muzeja je zbirka Bollert s pozno srednjeveškimi skulpturami.
Muzej je posebej znan po zbirkah izrezljane slonovine, zlatarskih delih, tekstila, barvnega stekla, tapiserij in relikviarijev. Prikazane skulpture so ustvarili znani kiparji, med drugim Erasmus Grasser, Tilman Riemenschneider, Hans Multscher, Hans Leinberger, Adam Krafft, Giambologna, Hubert Gerhard, Adriaen de Vries, Massimiliano Soldani Benzi, Johann Baptist Straub, Ferdinand Tietz, Ignaz Günther, Matthias Steinl in Ludwig Schwanthaler. Muzej je znan po zbirkah dvorne kulture, glasbenih inštrumentov, pohištva, oljnih slik, skic, ur, kamnitih posod, majolike, miniatur, porcelana in keramike ter kipov. Verjetno je to najboljša zbirka Nymphenburških porcelanskih figur Franza Antona Bustellija (1723–63) na svetu.
Romansko obdobje predstavljajo kamnite skulpture iz samostana Wessobrunn in marmorni levi iz Reichenhalla. Pomembni deli romanske umetnosti so lesene figure križanih skupin iz Bamberga, Schongaua in Kaufbeurena ter več kovinskih in slonokoščenih del. Kasten der Heiligen Kunigunde (škatla za nakit svetega Kunigunde) je edinstvena mojstrovina iz leta 1000 v Skandinaviji iz lesa, brona in enorogovega (Monodon monoceros) roga. 
Reliefi iz Magdeburške slonovine, plošče verjetno iz antependija cesarja Otona I. in relief zahodnorimskega cesarskega dvora z enim najstarejših predstavitev Vnebohoda so med najbolj znanimi deli v zbirki slonovine. 
V gotskem oddelku najdemo ključna dela umetnosti iz slonovine, pomembna vitražna stekla in ne nazadnje odlična pričevanja o tekstilu. Na ogled so tudi zgodovinski gotski komorni ansambli, kot so čudovito pobarvan Zunftstube augsburških tkalcev, ki spada med najlepše gotske kabinete. Bavarski narodni muzej predstavlja eno največjih in najpomembnejših zbirk pozno srednjeveških skulptur iz nemško govorečih držav. Posebna zanimivost je velika viteška dvorana s slavnostnim oklepom 15. in 16. stoletja in resnični leseni renesančni modeli bavarskih vojvodskih kapitelov.
Portretno umetnost renesanse predstavljajo medalje, miniature, slike in polnoplastične skulpture. Veliko predmetov prihaja iz umetniške zbirke družine Wittelsbach. Iz posesti Wittelsbachov je Bavarski narodni muzej predstavil tudi edinstvene baročne predmete z vseh področij obrti in umetniške produkcije, kot so bahavo pohištvo, nakit, orožje, glasbeni instrumenti, ure, očala, miniature, slonovina in bron. Pomemben je predvsem florentinski bron iz zbirke Medičejcev in pastelne slike iz Benetk, ki vključujejo dela Rosalbe Carriera. Bavarski narodni muzej ima najpomembnejšo zbirko bavarske skulpture iz rokokoja. Bogata zbirka arhitekturnih modelov in modelov za freske in oltarne slike dokumentira nove stavbe in preobrazbe cerkva v tekmi različnih samostanov in samostanov. Edinstvene dvorne skupine so srebrnina knezoškofa Hildesheima in servis in figurativni predmeti proizvajalcev porcelana iz Nymphenburga in Meissena. Redko pohištvo priča o visoki stopnji najbolj znanih nemških proizvajalcev kabinetov iz 18. stoletja.
Na zbirko neoklasicistične umetnosti 19. stoletja močno vplivajo tudi dela, ki so nekoč pripadala družini Wittelsbach. Tako so iz posestva Maksimilijanovega očeta kralja Ludvika I. dobili veličastni dar Napoleona Bonaparta, ki je prispel v muzej, zaradi močne povezave med Francijo in Bavarsko. Posebej pomembna je na primer čudovita miza z dragocenim lesom z bogato porcelansko dekoracijo, ki jo je Napoleon podaril leta 1806 prestolonasledniku Ludviku. Oddelek Art nouveau prikazuje na primer, cvetlično umetniško smer, izraz Art nouveau, ki so ga navdihnile rastline in živali, ki se je najprej razvil v Franciji. Zbirka finega stekla in porcelana ter keramike vključuje veliko predmetov visoke umetniške in tehnične kakovosti najpomembnejših središč tega obdobja v Evropi in ZDA. Muzej prikazuje veliko zbirko art nouveau predmetov, vključno z deli Louisa Comforta Tiffanyja, René Laliqueja, Émila Galléja in več bavarskih umetnikov

### Stare sobe
Številni muzejski zakladi so razstavljeni v starih sobah, ki so jih preselili v muzej. Na primer, oklep je v eni od več sob z gotsko rebrastimi oboki iz srednjeveških zgradb, veličastna renesančne opreme je razstavljena v sobah, pokritih z dekorativnimi lesenimi tramovi in stropi iz 14. in 15. stoletja in baročni predmeti v sobah iz 16. stoletne lesene obloge in dekorativnimi stropi.

## Folklorna zbirka
Folkrorna zbirka, na primer tradicionalno bavarsko pohištvo, podeželska keramika, posoda in ljudski verski predmeti, vključno z izjemno zbirko neapeljske, sicilijanske, tirolske in bavarske rezbarije, vključno z uličnimi prizori in različnimi jaslicami.

### Prizori v jaslicah
Muzej ima obsežno, dramatično in domiselno prikazano zbirko jaslic od 15. do začetka 19. stoletja. Številni prizori prikazujejo čudovito in podrobno izdelavo, nekatere so iz dragocenih materialov, druge kažejo eksotične elemente, kot je Beg v Egipt, ki naj bi očarali gledalce 18. stoletja z opicami, krokodili in povodnimi konji, ki jih Marija in Jožef srečata na Nilu.

## Galerija
- Glavna stavba
- Tilman Riemenschneider: Marija Magdalena
- Tilman Riemenschneider: Sveti Boštjan
- Hans Leinberger, sveta Ana v troje
- Niclaus Gerhaerts von Leyden: Jezus z grozdjem
- Conrat Meit: Judita s Holofernesovo glavo
- Srebrn namizni servis iz Augsburga knezoškofa iz Hildesheima